# Козьян (крепость)
Козьянская крепость (бел. Казьянскі замак) существовала в XVI веке к северу от деревни Козьяны Витебского повета (совр. Шумилинский район, Витебская область, Белоруссия). Построена в 1563 году во время Ливонской войны 1558-1583 гг. по приказу русского царя Ивана Грозного как пограничная крепость. Разрушена в 1579 г. войсками Речи Посполитой.

## Описание
Планировку и размеры замка определялись мысом  реки Оболь. Деревянное сооружение, треугольное в плане (50 м х 120 м х 110 м), с тремя башнями, которые внутри были поделены на три боевых яруса, накрытыми двускатной крышей. Башня, размещавшаяся в перешейке излучины реки, имела арочный проезд, остальные стояли на полукруглых в плане фундаментах, прорезанных круглыми бойницами в верхней части. Центральную часть внутреннего пространства замка занимала жилая застройка.